# Raoul And The Kings Of Spain
Raoul And The Kings Of Spain és el cinquè àlbum del grup anglès Tears for Fears, però només gestionat per Roland Orzabal ja sense Curt Smith. Va aparèixer el 6 d'octubre de 1995, sota el segell Epic i produït pel mateix Orzabal, Tim Palmer i Alan Griffiths.

## Títols
1. "Raoul and the Kings of Spain", single aparegut el 1995
2. "Falling Down"
3. "Secrets", single aparegut el 1995
4. "God's Mistake", single aparegut el 1996 (1995 als Estats Units)
5. "Sketches of Pain"
6. "Los Reyes Católicos"
7. "Sorry"
8. "Humdrum and Humble"
9. "I Choose You"
10. "Don't Drink the Water"
11. "Me and My Big Ideas"
12. "Los Reyes Católicos" (Reprise)